# István Szondy
Dans le nom hongrois Szondy István, le nom de famille précède le prénom, mais cet article utilise l’ordre habituel en français István Szondy, où le prénom précède le nom.
István Szondy, né le 29 décembre 1925 à Berettyóújfalu (Hongrie) et mort le 31 mai 2017 à Budapest (Hongrie), est un pentathlonien et cavalier hongrois ayant notamment été médaillé aux Jeux olympiques d'été de 1952.

## Palmarès

### Jeux olympiques
- 1952 à Helsinki,  Finlande
  -  Médaille d'or par équipe
- 1952 à Helsinki,  Finlande
  -  Médaille de bronze en individuel [2]